# 한국희귀·난치성질환연합회
한국희귀난치성질환연합회(영어: Korean Organization for Rare Diseases)는 희귀·난치성질환자의 복지향상, 권리옹호, 정보공유 등을 목적으로 2001년에 설립된 사단법인 사회복지기관을 말하며, 회장은 김재학이다.

## 사업 소개
- 국가정책개발사업
- 의료복지사업
- 문화복지사업
- 교육자활사업
- 후원홍보사업
- 희귀·난치성질환자 쉼터 운영사업

## 일화
- 2009년 9월 12일 : 배우 권오중은 자신이 만든 봉사 단체인 '천사를 돕는 사람들의 모임' 그리고 동료 연예인과 함께 희귀ㆍ난치성 환자들을 돕고자 일일호프를 개최하였다.[1]

## 홍보 대사
- 2006년 ~ 현재 : 권오중